# 파탄잘리

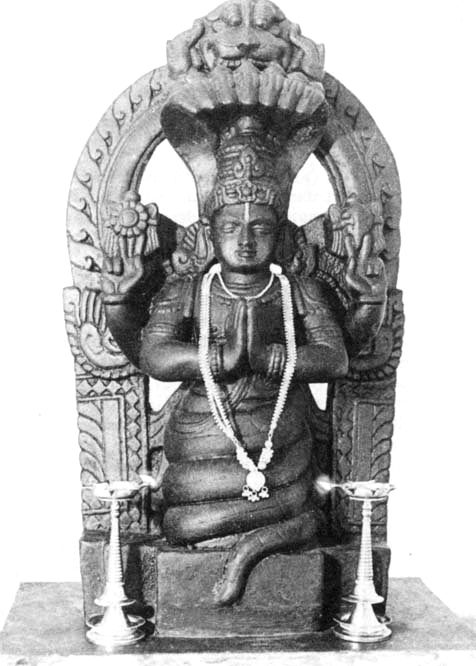
아디 셰샤(Adi Sesha)의 화신으로서의 파탄잘리(Patanjali)

파탄잘리(산스크리트어: पतञ्जलि, Patañjali) (fl. 기원전 150년, 기원전 2세기경, 기원전 1세기 ~ 기원후 5세기, 또는 기원전 3세기 ~ 기원후 4세기)는 《요가 수트라(Yoga Sutras)》의 편찬자로 힌두교의 정통 육파철학 중 하나인 요가 학파의 창시자이다. 또한 파탄잘리는 산스크리트어 문법서인《마하바스야(Mahābhāṣya)》의 저자로 여겨지고 있다. 《요가 수트라》는 요가 수행의 요체를 집성한 중요한 저작이이며, 《마하바스야》는 산스크리트어 문법학자인 파니니(Panini)의 저작인 《아쉬타드야이이(Ashtadhyayi)》의 주요 주해서들 중의 하나이다. 하지만, 《마하바스야》가 파탄잘리의 저술인지에 대해서는 논란이 있다.
최근 수십 년 동안, 《요가 수트라》는 라자 요가(Raja Yoga: "왕의 요가"라고 해석된다)의 수행과 관련된 가르침을 담고 있으며 라자 요가의 철학적 기반을 제공하는 힌두 경전으로서 전 세계적으로 널리 알려지게 되었다. 힌두교 전통에서 "요가"(Yoga)는 내적 관조(contemplation)와 명상(meditation) 수행, 윤리적 실천, 형이상학적 앎 또는 지혜, 우주의 궁극적 실재인 신(God) 즉 브라흐만(Brahman)에 대한 헌신 등을 포괄하는 수행 체계이다. 또한, 파탄잘리의 《마하바스야(Mahābhāṣya)》는 범주화(categorization)라고 하는 의미론(semantics)의 개념을 최초로 전면에 내세운 문법 관련 저작으로 산스크리트 문법(Sanskrit grammar) 및 산스크리트 언어 철학(Sanskrit linguistic philosophy)에서 중요한 위치를 차지하고 있다.

## 같이 보기
- 라마크리슈나(Ramakrishna)
- 라자 요가(Raja Yoga)
- 바르트리하리(Bhartrihari)
- 박티 요가(Bhakti Yoga)
- 스와미 베다 바라티(Swami Veda Bharati)
- 스와미 비베카난다(Swami Vivekananda)
- 아브야사(Abhyasa)
- 장가마 드야나(Jangama dhyana)
- 즈나나 요가(Jnana Yoga)
- 크리야 요가(Kriya Yoga)
- 파탄잘리 요그피트(Patanjali Yogpeeth)
- 프라나바 요가(Pranava Yoga)